# Becsületsértés
A büntetőjogban, illetve a szabálysértési jogban a becsületsértés egy szabadság és emberi méltóság elleni bűncselekmény, illetőleg szabálysértés.

## Fogalma
A becsületsértés vétségét követi el, aki a rágalmazás esetén kívül mással szemben a sértett munkakörének ellátásával, közmegbízatásának teljesítésével vagy közérdekű tevékenységével összefüggésben, illetve nagy nyilvánosság előtt a becsület csorbítására alkalmas kifejezést használ, vagy egyéb ilyen cselekményt követ el.
A becsületsértést tettlegesen is el lehet követni.Ilyen cselekmény lehet pl. a sértett leköpése.
A szóbeli becsületsértés szabálysértésnek minősül, ha nem a sértett munkakörének ellátásával, közmegbízatásának teljesítésével vagy közérdekű tevékenységével összefüggésben hangzik el, illetve nem nagy nyilvánosság előtt történik.
A becsületsértés esetén helye lehet a valóság bizonyításának, ha a tény állítását, híresztelését, illetve az arra közvetlenül utaló kifejezés használatát a közérdek vagy bárkinek a jogos érdeke indokolja.

## Története
A hatályos rendelkezésekkel azonos szövegű szabályokat tartalmazott  az 1978. évi IV. törvény 180. §  (1) és (2)  bekezdése.